# Evangelický hřbitov v Pusté Kamenici
Evangelický hřbitov v Pusté Kamenici se nachází ve svahu pod římskokatolickým hřbitovem a kostelem Svaté Anny. Má samostatnou vstupní bránu, vlastní márnici a zdroj vody. Rozloha je 678 m². Vlastníkem hřbitova je Farní sbor Českobratrské církve evangelické v Krouně. Na hřbitově jsou pochováni i obyvatelé z obcí Rychnov a Čachnov.

## Historie
Na indikační skice (pravděpodobně před rokem 1830) není hřbitov jednoznačně uvedený, na Císařských mapách stabilního katastru Čech 1:2880 (1824-1843) je již hřbitov zakreslen takřka v dnešní podobě na pozemku číslo 226.
Celý hřbitov je obehnán kamennou zdí. Původní vchod byl situovaný nad márnicí, při společné cestě ke katolickému kostelu Svaté Anny. Jeho umístění je stále dobře patrné odlišnou šířkou zdi. Nad novodobou branou, pravděpodobně z počátku 20. století, je nápis „Béře se člověk do domu věčného“. Nově zbudovaná je též ocelová branka v horní hřbitovní zdi.

## Významné osobnosti
Na hřbitově jsou pochovaní Jan Koudelka, bývalý starosta, Jaroslav Dostál, padlý koncem 2. světové války ve věku osmnácti let a Josef Bohatý, místní malíř.

## Doprava
Pustá Kamenice leží při silnici 34. V obci jsou autobusové zastávky Pustá Kamenice, Pec, odb. a Pustá Kamenice, točna, se spoji do Hlinska, Čachnova a Poličky. Železniční zastávky Pustá Kamenice a Pustá Kamenice zastávka jsou vzdálené asi 600 m od hřbitova a leží na trati Žďárec u Skutče – Polička (označená číslem 261). Silnicí pod hřbitovem vede cyklotrasa č. 4105 Oldříš – Pec.

## Galerie

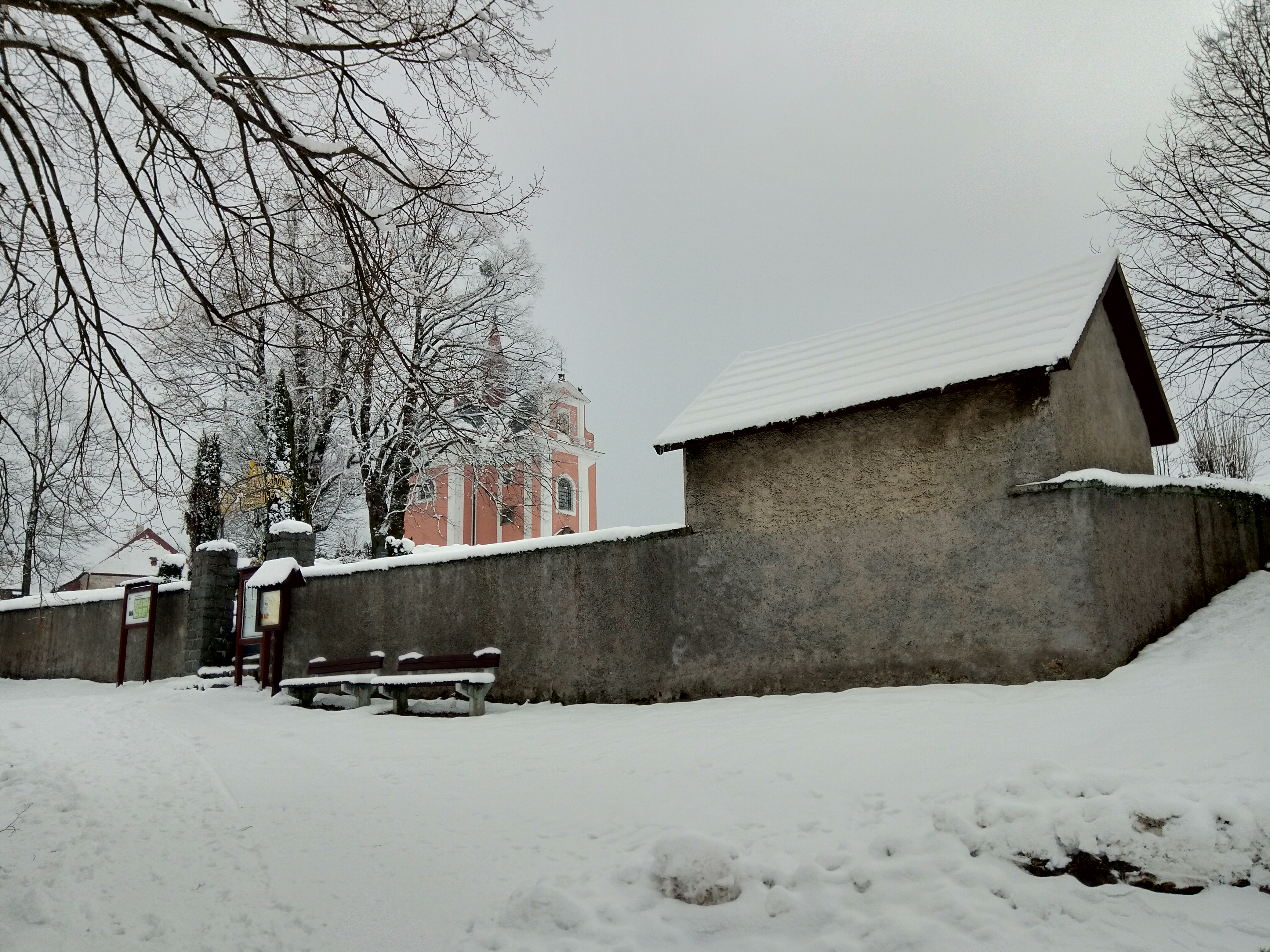
Pohled na evangelický hřbitov a márnici
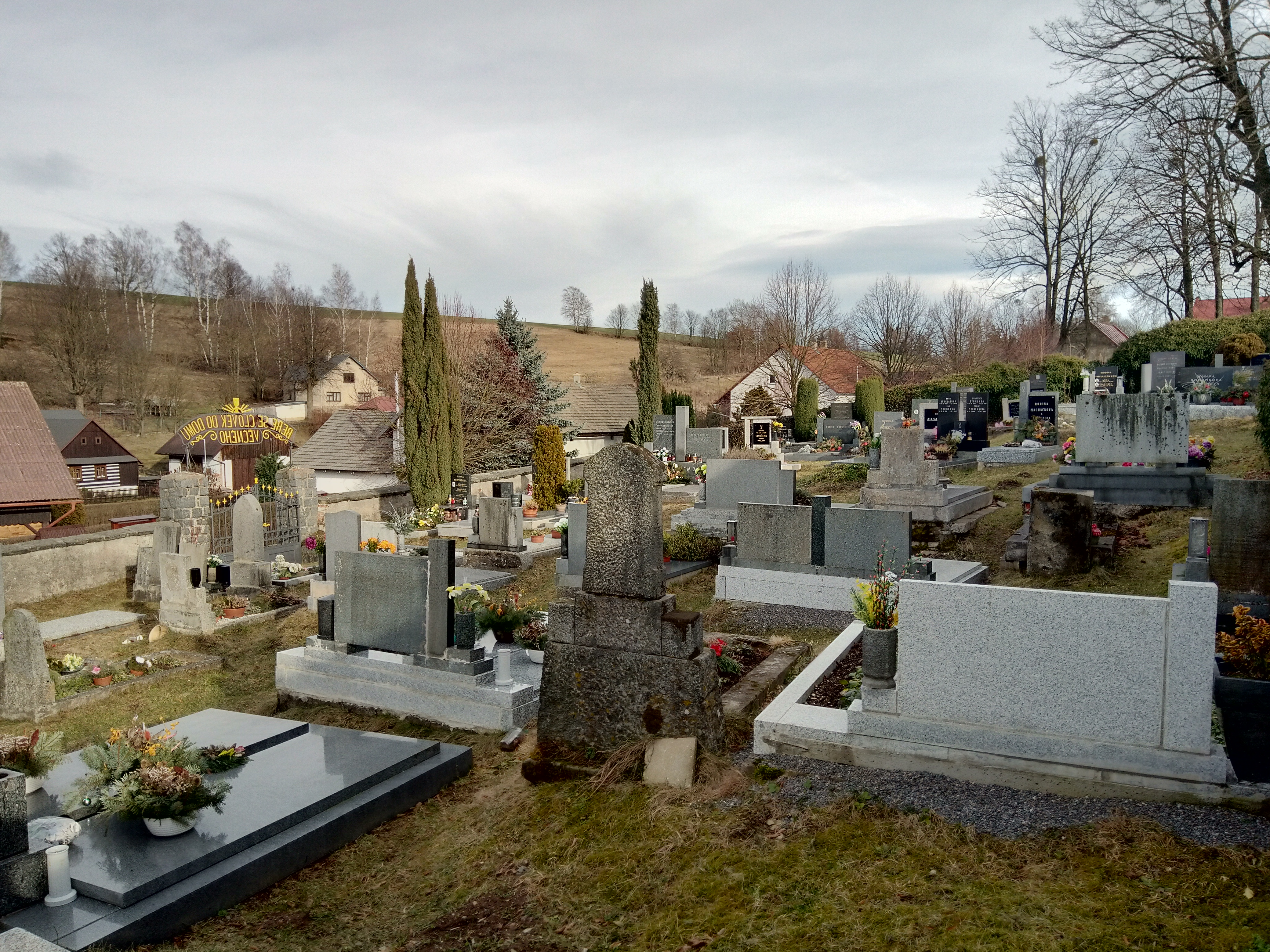
Pohled z evangelického hřbitova do údolí Pusté Kamenice